# Changement climatique et maladies infectieuses
 (décembre 2024).
Motif : L'article a besoin d'un plan davantage logique, distinguant les effets déjà observés de ceux projetés (cf. sixième rapport d'évaluation du GIEC notamment).

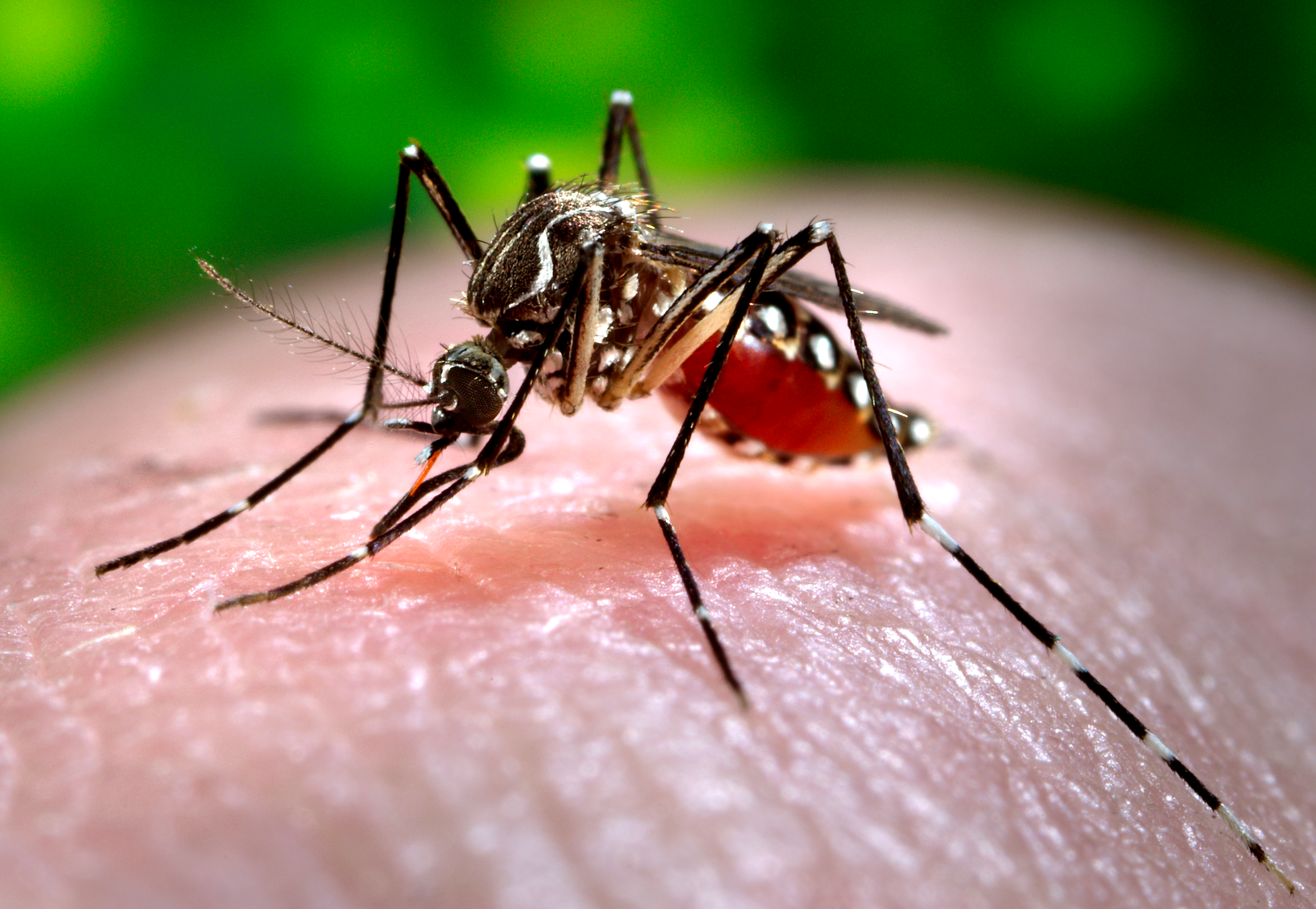
Le changement climatique modifie la répartition géographique et la saisonnalité de certains insectes susceptibles de transmettre des maladies, comme par exemple Aedes aegypti, le moustique vecteur de transmission de la dengue.

Le changement climatique mondial a augmenté l’incidence de certaines maladies infectieuses, telles que les maladies à transmission vectorielle comme la dengue, le paludisme, les maladies transmises par les tiques, la leishmaniose, la fièvre Zika, le chikungunya et Ebola. L’un des mécanismes contribuant à l’augmentation de la transmission des maladies est que le changement climatique modifie la répartition géographique et la saisonnalité des insectes (ou vecteurs) qui peuvent les transmettre. Des scientifiques font en 2022 une observation : « L'apparition de maladies d'origine alimentaire et hydrique liées au climat a augmenté (degré de confiance très élevé). »

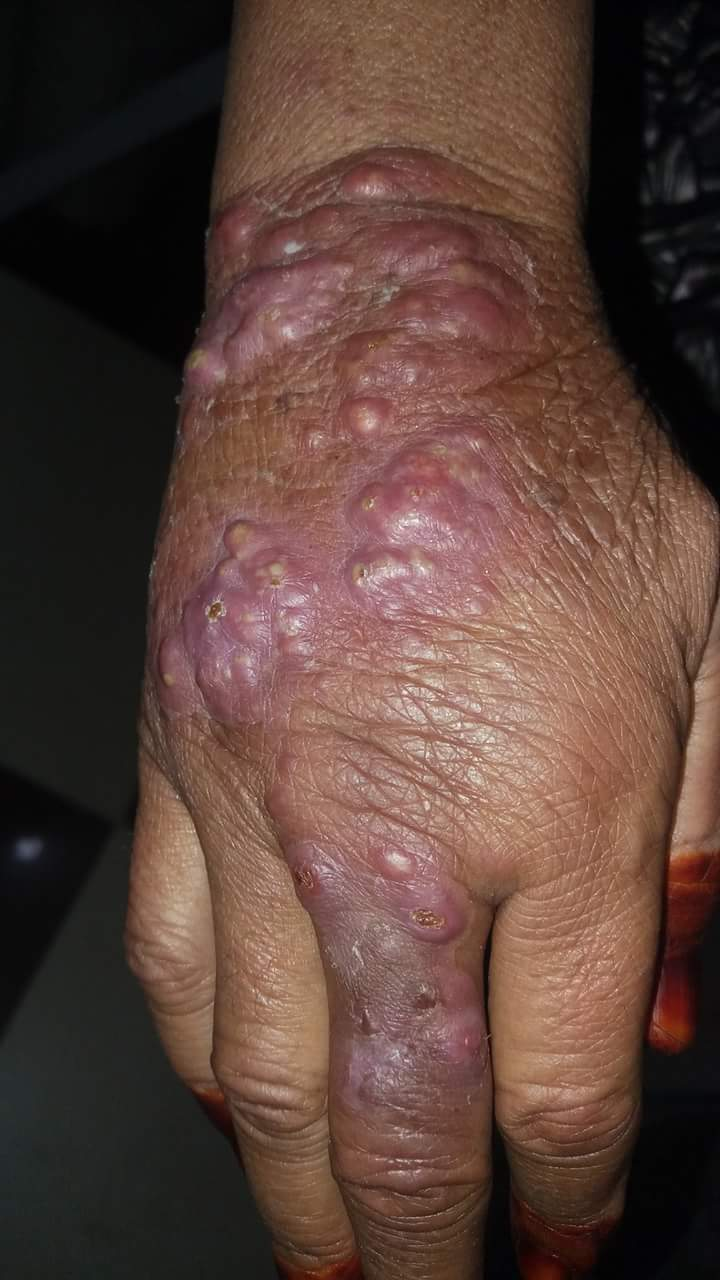
Les conditions climatiques jouent sur la leishmaniose, et l'évolution des précipitations, des températures et de l’humidité a des répercussions importantes à cet égard. Le réchauffement planétaire et la dégradation des terres modifient de plusieurs manières l'épidémiologie de la leishmaniose.

## Maladies concernées
Les maladies infectieuses « climato-sensibles » peuvent être regroupées en : maladies à transmission vectorielle (transmises par les moustiques, les tiques, etc.), maladies d’origine hydrique (transmises par des virus ou des bactéries de l’eau) et maladies d’origine alimentaire (propagé par des agents pathogènes présents dans les aliments). Le changement climatique affecte la distribution de ces maladies en raison de l’expansion géographique et de la saisonnalité de ces maladies et de leurs vecteurs,:9. Comme d’autres effets du changement climatique sur la santé humaine, il exacerbe les inégalités existantes et les défis dans la gestion des maladies infectieuses.
Les maladies transmises par les moustiques qui sont sensibles au climat comprennent le paludisme, la filariose lymphatique, la fièvre de la vallée du Rift, la fièvre jaune, la dengue, le virus Zika et le chikungunya,,. Des scientifiques découvrent en 2022 que la hausse des températures augmente les zones où la dengue, le paludisme et d'autres maladies transmises par les moustiques peuvent se propager. Les températures plus chaudes progressant également vers les altitudes plus élevées, elles permettent aux moustiques de survivre dans des endroits qui leur étaient auparavant hostiles.
Cela risque de voir le paludisme revenir dans des zones où il avait été éradiqué depuis le début du XXe siècle.
Les tiques modifient leur répartition géographique en raison de la hausse des températures, ce qui met en danger de nouvelles populations. Les tiques peuvent propager la maladie de Lyme et l'encéphalite à tiques. On s’attend à ce que le changement climatique augmente l’incidence de ces maladies dans l’hémisphère nord. Par exemple, une revue de la littérature scientifique révèle en 2022 qu'« Aux États-Unis, un réchauffement de 2 °C pourrait augmenter le nombre de cas de maladie de Lyme de plus de 20 % au cours des prochaines décennies et conduire à un début plus précoce et à une durée plus longue de la saison annuelle de la maladie ».
Les maladies d’origine hydrique se transmettent par l’eau. Les symptômes des maladies d’origine hydrique comprennent généralement la diarrhée, la fièvre et d’autres symptômes pseudo-grippaux, des troubles neurologiques et des lésions hépatiques. Les changements climatiques ont un effet important sur la répartition des espèces microbiennes. Ces communautés sont très complexes et peuvent être extrêmement sensibles aux stimuli climatiques externes. Il existe toute une série de maladies et de parasites d’origine hydrique qui présenteront des risques sanitaires plus importants à l’avenir. Cela varie selon la région. Par exemple, en Afrique, les Cryptosporidium et Giardia duodenalis (parasites protozoaires) augmenteront. Cela est dû à la hausse des températures et à la sécheresse.
Les scientifiques s'attendent également à ce que les épidémies de maladies causées par le vibrion (en particulier la bactérie responsable du choléra, appelée vibrio cholerae) augmentent en fréquence et en intensité. Une raison est que la zone côtière présentant des conditions propices aux bactéries vibrio a augmenté en raison des changements de température et de salinité de la surface de la mer causés par le changement climatiqueMaladie hydrique. Ces agents pathogènes peuvent provoquer une gastro-entérite, le choléra, des infections de plaies et une septicémie. La fréquence croissante de journées à température élevée, de fortes précipitations et d’inondations pourrait entraîner une augmentation des risques de choléra.

## Santé publique
Jusqu'à la fin du XXe siècle, les effets du changement climatique sur la santé humaine étaient peu documentés. En 2023, les preuves de cette interconnexion sont considérablement accrues et sont notamment résumées dans le sixième rapport d’évaluation du GIEC.
Le rapport de mars 2022 du GIEC avertit que sans une action climatique rapide, nous assisterons à une escalade des maladies infectieuses. Elles se propageront à de nouvelles régions (et pourraient diminuer dans certaines zones endémiques) et se multiplieront dans les zones où ils étaient auparavant sous contrôle. En conséquence, des maladies qui n’ont jamais infecté les humains auparavant (maladie X) peuvent « se propager » à partir d'autres animaux que l'humain.
La compréhension scientifique des risques potentiels pour la santé et des impacts observés sur la santé causés par le changement climatique est désormais mieux comprise. Une catégorie de risques pour la santé est celle des maladies infectieuses. Une étude a conclu en 2022 que « 58 % (soit 218 sur 375) des maladies infectieuses auxquelles l'humanité est confrontée dans le monde ont été à un moment donné aggravées par les risques climatiques »,. L’ OMS considère le changement climatique comme l’une des plus grandes menaces pour la santé humaine au XXIe siècle.

## Formation
À travers le monde, au Nord comme au Sud, des formations supérieures existent pour sensibiliser les professionnels médicaux, les décideurs, les ONG et les intervenants de tous milieux, à la question des maladies transmissibles dans un contexte de réchauffement planétaire :
- À Paris, le cours d’entomologie médicale, dispensé à l’Institut Pasteur depuis 1988, forme des experts du monde entier (un Centre des maladies à transmission vectorielle a vu le jour à l’Institut Pasteur) ;
- l'OMS sensibilise dans plusieurs langues des publics divers[14] : la journée mondiale de la santé 2023 a vu plusieurs actions de sensibilisation sur le sujet, en ligne et en présentiel.

### Pages connexes
- Effets du changement climatique sur la santé humaine
- Santé environnementale